# Ginástica nos Jogos Pan-Americanos de 1983
A ginástica nos Jogos Pan-americanos de 1983 foi realizada em Caracas, na Venezuela, com todas as provas da ginástica artística feminina e masculina.

## Eventos
- Individual geral masculino
- Equipes masculino
- Solo masculino
- Barra fixa
- Barras paralelas
- Cavalo com alças
- Argolas
- Salto sobre a mesa masculino
- Individual geral feminino
- Equipes feminino
- Trave
- Solo feminino
- Barras assimétricas
- Salto sobre a mesa feminino

## Medalhistas
Masculino
| Evento              | Ouro            | Prata                      | Bronze          |
| Equipe              | Cuba            | Estados Unidos             | Canadá          |
| Individual geral    | Casimiro Suárez | Brian Babcock              | Israel Sánchez  |
| Argolas             | Casimiro Suárez | Israel Sánchez             | Mark Caso       |
| Barra fixa          | Casimiro Suárez | Jesús Rivera               | Billy Paul      |
| Barras assimétricas | Roberto Richard | Tom Beach                  | Casimiro Suárez |
| Cavalo com alças    | Luis Amador     | Brian Babcock              | Israel Sánchez  |
| Salto               | Casimiro Suárez | Jorge Marin Israel Sánchez | nenhum          |
| Solo                | Casimiro Suárez | Jesús Rivera               | Mark Caso       |

Feminino
| Evento              | Ouro            | Prata           | Bronze         |
| Equipe              | Estados Unidos  | Cuba            | Brasil         |
| Individual geral    | Orisel Martínez | Yumi Mordre     | Lisa Wittwer   |
| Barras assimétricas | Lucy Wener      | Lisa Wittwer    | Tania González |
| Salto               | Orisel Martínez | Luisa Prieto    | Lisa Wittwer   |
| Solo                | Yumi Mordre     | Orisel Martínez | Lisa Wittwer   |
| Trave               | Elsa Chivas     | Orisel Martínez | Tracy Butler   |

## Quadro de medalhas
| Ordem | País           | Medalha de ouro | Medalha de prata | Medalha de bronze |    |
| ----- | -------------- | --------------- | ---------------- | ----------------- | -- |
| 1     | Cuba           | 11              | 8                | 4                 | 23 |
| 2     | Estados Unidos | 3               | 6                | 7                 | 16 |
| 3     | Venezuela      | 0               | 1                | 0                 | 1  |
| 4     | Brasil         | 0               | 0                | 1                 | 1  |
| 4     | Canadá         | 0               | 0                | 1                 | 1  |
| TOTAL | TOTAL          | 14              | 15               | 13                | 42 |